# Mikuláš Drabík
Mikuláš Drabík (Szinnyeinál Drabik Miklós, Drabicius Miklós) (Strážnice, 1588. december 5. – Pozsony, 1671. július 16.) pap

## Élete
A cseh-morva testvérek (a husziták maradványai) felekezetében volt pap. Atyja Strasznicz város birája volt; 1616. április 26. a cseh testvérek lelkésze lett Drohotusicban.
1628-ban Morvaországban II. Ferdinánd vallási üldözése s a 30 éves háború kergették Magyarországba, a trencsén megyei Lednicére, a Rákócziak birtokára. Számkivetésében, hogy magát és családját fenntartsa, a paposkodás mellett posztókereskedéssel is foglalkozott. Bujdosó paptársai, kik nagy számmal nyomorogtak akkor a Felvidéken és maguk közt mintegy külön egyházat képeztek, nehezteléssel fogadták ezt és eltiltották az egyházi teendők gyakorlásától. Lelki keserűségéhez betegség és nyomor járult.
Midőn hazáját elhagyta, a császári katonák mindenét fölprédálták; volt azonban szülőföldjén, a morvaországi Straszniczon, kis szőlője, melynek eladásával akart némileg inségén segíteni; bár fejére, ha visszatér, halál volt téve, mégis 1638 februárjában titkon átment Stasznicra; azonban vevő nem akadt; hazajötte kitudódott és csak gyors futással tudta magát megmenteni. Leverten tért tehát vissza lednicei házába és nejének jajgatása fokozta szomorúságát. Egy éjjel (február 23.) nem tudott aludni, imádkozott, fohászkodott Isten irgalmához és íme (ahogy maga mondja) egyszerre mintegy magánkívül észak felől nagy hadsereget látott jönni, hasonlóképp keletről is és hallott hangot, mely igy szólt hozzá: „Ne félj, ne légy türelmetlen! Én e seregeket küldöm ellenségeitek megrontására!"
Azután öt évi szünet állott be, de 1643-tól gyakran megismétlődtek e látomások, és Drabik beszélni kezdett arról, Isten különös parancsolatjára, mert mindig ő, a három személyű egy Isten szólt neki és néha látta az Atyát, kezében tartva a földgömböt, máskor a fiút, szegekkel átvert kezeivel; volt eset, hogy az Úr egész hosszú verseket diktált neki. A szerencsétlen embernek legkedvesebb reménye volt, hogy ismét vissza fog térhetni hazájába és régi fényében fogja ismét láthatni a cseh egyházat, s ezt viziói meg is igérték. Előbb a svédekben, később a Rákóczi-házban bízott, a melyben az Úr választott eszközét látta.
Már az öreg Rákóczi Györgynél megjelent 1645-ben, hogy királlyá fölkenje seregének színe előtt; de épp akkor köttetett meg a fegyverszünet III. Ferdinánddal és a fejedelem maga elé sem bocsátotta. Drabik azonban nem csüggedt és egyszer (1652. április 5.) az ifjú fejedelemasszonyt, Báthory Zsófiát látta fiával egy víziójában és az Úr mondá: „Ez fog neki hitelt adni, ez fogja előmozdítani művét (bár az emberek nem várják) fiával, kinek hosszúra fogja nyujtani életét." (Lux in Tenebris. 1657. II. 115.) E jóslat nem teljesült, a fejedelemasszony és fia I. Rákóczi Ferenc, buzgó katholikusokká és protestáns-üldözőkké lettek. Midőn a vesztfáliai béke (1648.) későbbi jóslatait is meghazudtolta, azzal vigasztalta magát (1652.), hogy Isten 380 esztendőre határozta az ausztriai ház uralkodását, mely időszakból még csak egy év van hátra. (Uo. II. 94. l.) Végre már csak napok voltak a végromlásig és az csak nem akart bekövetkezni. Drabik azonban ki nem ábrándult.
Hitét nem ingatá meg saját nejének kétkedése sem, sem a magyaroknak közönye, kikhez azért (az Úr parancsára) nem is fordult jóslataival. De az Úr azt parancsolá, tegye közzé jóslatait a világ minden nemzetének, legyen miként az utolsó ítéletnek trombitája. Minthogy azonban, mint afféle műveletlen falusi pap latinul nem, csak csehül tudott, s e nyelven írta volt le vizióit: hajdani iskolatársához és hitsorstársához, a tudós és bujdosó Comeniushoz fordult, hogy jóslatait latinra fordítsa. Comenius a művet kiadta 1657-ben e címmel: Lux in tenebris lucens, hoc est prophetiae donum et revelationes Christophori Kotteri, Christinae Poniatoviae et Nicolai Drabitii. E könyv hamar elkelt és egy rövidebb kivonat, melyet Comenius (1659. és 1663.) közzétett, csak fokozta a közönség kiváncsiságát az egész műre, amely 1665-ben Amsterdamban újabb 270 vízióval megbővítve új kiadást nyert: Lux e tenebris novis radiis aucta címen. Ezen munka magyarul is megjelent, de eddig egy példánya sem ismeretes. Drabik e műben a katolikus egyházat épp oly kevéssé kímélte, mint Lipótot és a Ferdinándokat; ezért a munkának ellenségei is akadtak.
Magyarországban főképp Felinus Jakab puchói református lelkész kelt ki Drabik ellen (1660.) és koholmánynak vagy ördögi szemfényvesztésnek bélyegezte a jóslatokat; de Drabik nyilvánosan megesküdött a puhói és lednicei papok előtt, hogy mind az a mit eddig írt és beszélt, nem az ő, hanem Istennek szava és műve volt. Midőn a pozsonyi judicium delegatum űzőbe vette a békétleneket és a király ócsárlóit, Drabik, kinek könyve közkézen forgott, nem kerülhette el a koronaügyész figyelmét. 1671 májusában Lednicén elfogták és Pozsonyba vitték.
Drabik védő nélkül jelent meg bírái előtt; a 83 éves aggastyán még szálas, erős termetű férfiú volt, hosszú sűrű szakállal, magyarosan rövidre nyírt s elől üstökbe font hajjal, violaszínű hosszú ruhában, fekete posztó palásttal és selyem övvel, mely a papot jelezte. A bíróság feleslegesnek tartott minden védelmet, mert a vádlevél minden pontját a Lux in Tenebris igazolta s Drabik nem is védte magát. Rottal nem tudott hova lenni az emberrel. Őrültnek tartotta: de a pozsonyi orvosok, bár egynek kivételével, mind protestánsok voltak, határozottan az ellenkezőt állították. A bíróság tehát, mint hűtlent, lázítót, istenkáromlót fej- és jószágvesztésre ítélte azon súlyosbítással, hogy fővesztése előtt még keze és nyelve vágassék le, holtteste pedig könyvével együtt megégettessék. Drabik, kit szabadságának visszanyerésével hitegettek, pár órával halála előtt Kubiczy Ferencz jezsuita rábeszélésére megkeresztelkedett, mire 1671. július 16. Pozsonyban kivégezték.